# Мальгино (Подлесный сельсовет, Вологодский район)
Мальгино — деревня в Вологодском районе Вологодской области.
Входит в состав Подлесного сельского поселения, с точки зрения административно-территориального деления — в Подлесный сельсовет.
Расстояние по автодороге до районного центра Вологды — 23 км, до центра муниципального образования Огарково — 10 км. Ближайшие населённые пункты — Селезенцево, Чекменево, Пищалино.
По данным переписи в 2002 году постоянного населения не было.